# 장타이역
장타이역(중국어: 将台站)은 중국 베이징시 차오양구 장타이 지구 주셴차오로(酒仙桥路)와 장타이 서로(将台西路)가 교차하는 지점에 위치한다. 베이징 지하철 14호선의 지하철역으로 2014년 12월 28일 14호선 동부구간 개통과 함께 개장되었다.

## 위치
장타이역은 장타이로(동서 방향)와 주셴차오로(남북 방향)의 교차점 남쪽에 있는 북동 4환로 외곽에 위치한다.

## 역 구조
14호선 역이 위치한 지역은 도로가 좁고 지하 배관이 밀집되어 공사가 불편한 상황으로 인해 굴착을 확대하기 위해 대구경 실드터널 공법을 시도하였다. 대구경 실드 테스트 구간은 둥펑베이차오역에서 시작하여 왕징난역까지 이어진다. 중간의 가오자위안역과 장타이역은 확장 공법을 사용하여 건설된 것이다. 승강장 내부로 외경 10.22미터의 복선 실드터널을 굴착한 후 승강장 동쪽의 계획된 녹지 공간에 3층 규모의 지하역사 장비실을 건설하고 통로를 마련하였다. 플랫폼과 외부구조물을 연결하기 위해 제작되었다. 승강장은 지하층에 있는 이중 아치 측면 형식으로, 총 길이는 171m이고 승강장 폭은 4.5m이다.

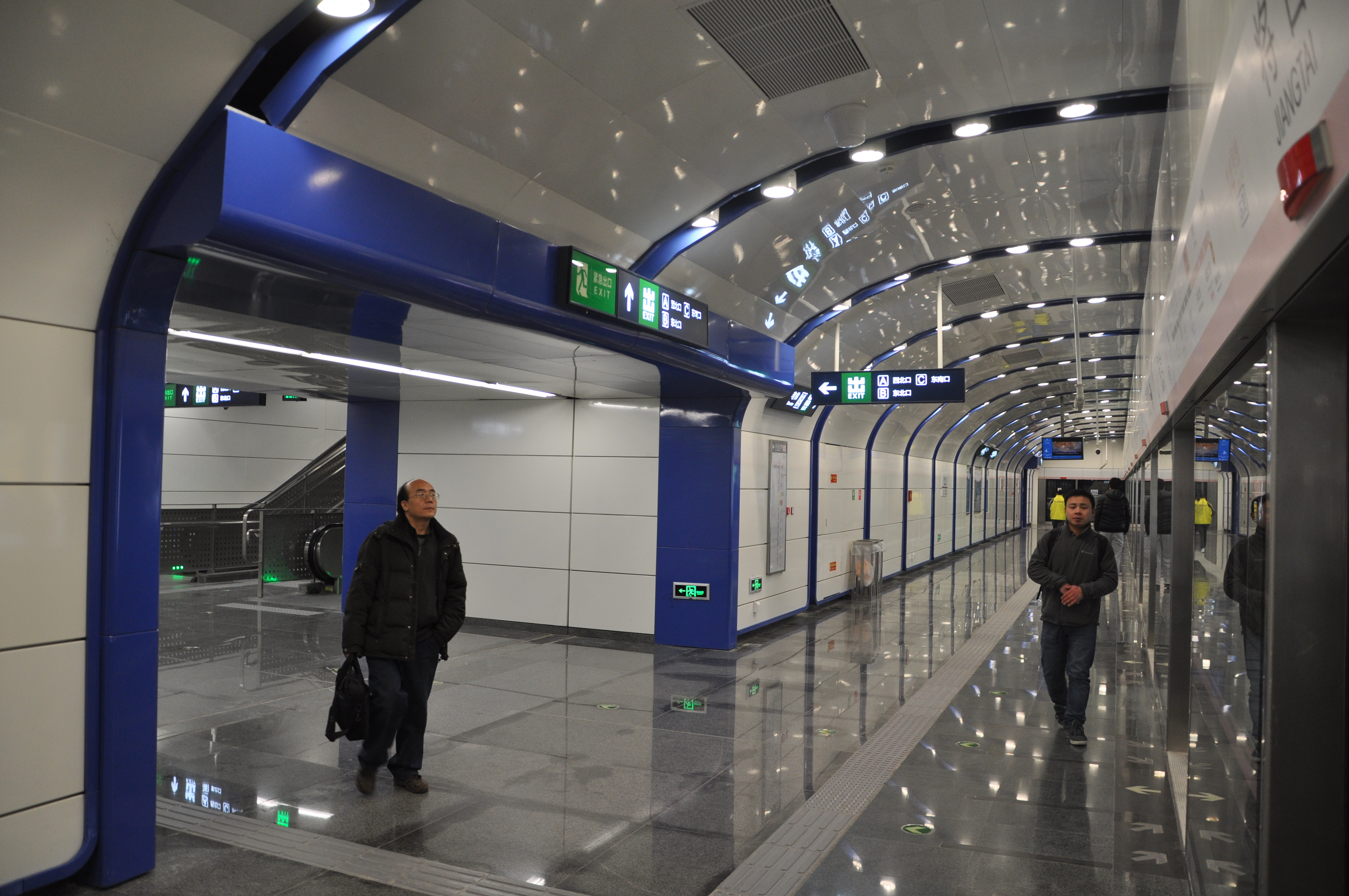
역 서쪽 승강장과 후방 및 출구 통로와의 연결 (2014년 12월 촬영)

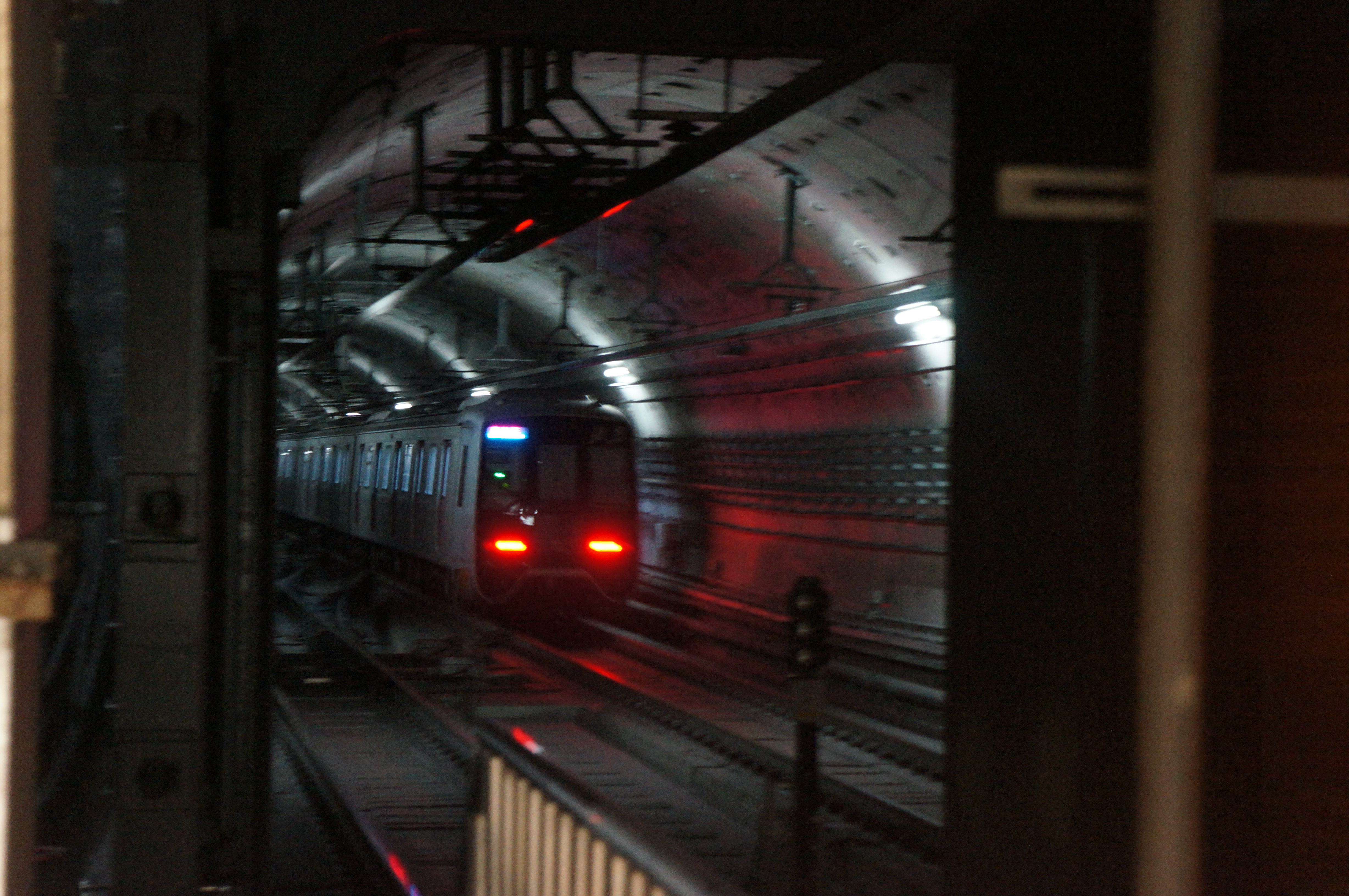
장타이역으로 진입하는 열차 (2016년 6월 촬영)

### 층별 구조
| 지면층          | 출입구                              | A—C출입구                                       |
| 지하 1층 대합실 | 대합실                              | 발권 서비스, 자동 티켓 판매기, 이카통 카드 충전 |
| 지하 1층 대합실 | 장비실                              | 역사 공동설비                                   |
| 지하 2층 승강장 | 상대식 승강장, 오른쪽 출입문이 열림 | 상대식 승강장, 오른쪽 출입문이 열림             |
| 지하 2층 승강장 | ←                                   | ■ 14호선 장궈좡 방면 (가오자위안)               |
| 지하 2층 승강장 | →                                   | ■ 14호선 산거좡 방면 (둥펑베이차오)             |
| 지하 2층 승강장 | 상대식 승강장, 오른쪽 출입문이 열림 |                                                 |

## 출입구
장타이역에는 3개의 출입구가 존재한다.
|                         |                      | |      |           |
| 출구                    | 지시                 | 목적지 | 사진 | 편의 시설 |
| 出口 · A                | 주셴차오로(酒仙桥路) | 주셴차오로(酒仙桥路), 헝퉁 국제 비즈니스 파크(恒通国际商务园), 롯데마트 슈퍼마켓(乐天玛特超市), 푸텐 산업 혁신 단지(普天实业创新园), 자오웨이 빌딩(兆维大厦) |      | 빈칸      |
| 出口 · B                | 장타이로(将台路)     | 주셴차오로(酒仙桥路), 장타이로(将台路), 장타이·신항중심(将台·新港中心)                                                                                       |      |           |
| 出口 · C                | 주셴차오로(酒仙桥路) | 주셴차오로(酒仙桥路), INDIGO, 장타이 지구 인민정부(将台地区人民政府)                                                                                         |      | 빈칸      |
| 아이콘 설명: 엘리베이터 |                      | |      |           |

- 대합실에서 B출구로 이동하는 통로 (2016년 9월 촬영)
- C출구쪽 INDIGO 연결 통로 (2018년 6월 촬영)

## 이용 현황
주요 공휴일 동안 징강 지하철의 승객 교통 통계에 근거하여 14호선 역 중 역의 승하차량이 상대적으로 높은 것으로 발표되었다.